# فورالسکویه
فورالسکویه (به لاتین: Fevralskoye) یک منطقهٔ مسکونی در روسیه است که در استان آمور واقع شده‌است.